# لاندوين (أنغلزي)
لاندوين (بالإنجليزية: Llanedwen)‏ هي منطقة سكنية تقع في ويلز في أنغلزي.